# La Métamorphose de Buffy
La Métamorphose de Buffy est le 1er épisode de la saison 2 de la série télévisée Buffy contre les vampires.

## Synopsis
Alors qu'ils se promènent le soir près du cimetière, Alex et Willow sont attaqués par un vampire. Ils sont sauvés par Buffy, de retour à Sunnydale après deux mois de vacances passés avec son père. Si ses amis sont heureux de la revoir, les retrouvailles sont moins chaleureuses qu'ils le souhaitaient. Au cours de leur conversation, ses amis montrent à la Tueuse l'arbre sous lequel les ossements du Maître ont été enterrés, ce qui semble la perturber. Pendant ce temps, chez elle, son père Hank aide Joyce à défaire les valises de leur fille. Il lui confie que Buffy s'est montré distante pendant les vacances.  
Le jour de la rentrée, Buffy et ses amis retrouvent Giles et Mlle Calendar. L'Observateur est surpris de constater que la Tueuse est déjà prête à reprendre son entrainement, au cours duquel elle fait montre de beaucoup d'entrain et d'énergie. A la nuit tombée, dans une usine désaffecté, un groupe de vampires mené par le Juste des Justes projette de ressusciter le Maître. Dans sa chambre, la Tueuse se réveille après un cauchemar dans lequel Giles, puis le Maître, tente de l'étrangler sous les yeux indifférents d'Alex et Willow. Elle trouve Angel à son chevet, et le vampire la met en garde contre les projets du successeur du Maître. Mais Buffy ne semble pas prendre ses avertissements au sérieux, avant de chasser le vampire de chez elle.  
Le lendemain matin, Joyce tente de communiquer avec sa fille en la déposant au lycée, mais elle reste fermée à toute discussion. Elle parle ensuite à ses amis de sa conversation avec Angel. Lorsque Cordelia les interrompt, ils découvrent qu'elle se rappelle très bien de la bataille contre le Maître et de l'existence des vampires. Elle promet cependant de garder le secret. Le soir, les vampires, obéissant au Juste des Justes, déterrent les restes du Maître. Pendant ce temps, au Bronze, Willow essaye sans succès de parler avec Alex du comportement étrange de Buffy. Lorsque la Tueuse arrive, elle est abordée par Angel, qui souhaite s'excuser de l'avoir vexé, mais elle le repousse une nouvelle fois. Rejoignant ses amis, tente de rendre le vampire jaloux en dansant sensuellement avec Alex. En sortant, elle échange brièvement avec Cordelia, qui la met en garde quant aux conséquences de son nouveau comportement. La Tueuse se rend ensuite au cimetière et découvre que les reste du Maître ont disparues, alors que Cordelia est enlevée par des vampires et séquestrée avec Mlle Calendar.  
Le lendemain, au lycée, alors qu'Alex et Willow informent Giles du nouveau comportement de Buffy, cette dernière leur apprend la disparition des ossements du Maître. Quand Giles l'informe de la possibilité de la ramener via une résurrection rituelle, elle se met en colère contre lui. A la bibliothèque, l'Observateur découvre que les vampires ont besoin du sang d'un humain qui était proche du vampire. Le groupe reçoit alors un message les informant de l'enlèvement de Cordelia, et donnant rendez-vous à la Tueuse pour qu'elle vienne la libérer. Refusant toute aide extérieure, Buffy trouve et combat les vampires, mais comprend qu'il s'agit d'un piège : lorsqu'elle retourne à la bibliothèque, Giles et Willow ont été enlevés. Alex lui apprend ce que Giles avait découvert : les vampires ont en fait besoin des personnes proches (physiquement) du Maître lors de sa mise en terre.  
En capturant torturant une vampire, elle obtient l'emplacement de leur repaire. Elle s'y rend et, avec l'aide d'Angel et Alex, interrompt le rituel, tue les vampires présents (à l'exception du Juste des Justes), et sauve ses amis. Elle détruit ensuite les os du Maître à grands coups de masse, évacuant ainsi ses peurs et surmontant ses angoisses. Le lendemain, au lycée, l'adolescente constate en classe que ses amis ne lui en veulent pas, et redevient elle-même.   

## Statut particulier
Cet épisode marque le début de la deuxième saison et le personnage d'Angel figure désormais au générique. Noel Murray, du site A.V. Club, évoque un épisode hétéroclite et conduit « de façon erratique » qui, même s'il « porte ses fruits sur les plans thématique et dramatique vers la fin, n'est pas vraiment amusant à regarder ». Pour la BBC, c'est un « excellent épisode » qui « relie les questions laissées en suspens à la fin de la première saison » et bénéficie des excellentes interprétations de Sarah Michelle Gellar et Charisma Carpenter. Mikelangelo Marinaro, du site Critically Touched, lui donne la note de A, estimant que cet épisode sous-estimé est « un début de saison accompli et entraînant » qui est « empli d'intimité émotionnelle, de développement significatif des personnages, d'une quantité incroyable de détails trompeusement subtils, d'une complète pertinence thématique et de présages menaçants pour la suite de la saison ».

## Musique
Le groupe Cibo Matto apparaît dans l'épisode et on peut entendre des passages de deux de leurs titres : Spoon et Sugar Water. 

## Distribution

### Acteurs crédités au générique
- Sarah Michelle Gellar : Buffy Summers
- Nicholas Brendon : Alexander Harris
- Alyson Hannigan : Willow Rosenberg
- Charisma Carpenter : Cordelia Chase
- David Boreanaz : Angel
- Anthony Stewart Head : Rupert Giles

### Acteurs crédités en début d'épisode
- Kristine Sutherland : Joyce Summers
- Robia LaMorte : Jenny Calendar
- Andrew J. Ferchland : le Juste des Justes
- Dean Butler : Hank Summers
- Brent Jennings : Absalom
- Armin Shimerman : Principal R. Snyder